# Wybory parlamentarne w Danii w 1960 roku
Wybory parlamentarne w Danii w 1960 roku zostały przeprowadzone 15 listopada 1960. Wybory wygrała lewicowa partia Socialdemokraterne, zdobywając 42,1% głosów, co dało partii 76 mandatów w 179-osobowym Folketingetu. Frekwencja wynosiła 85,8. W wyborach wystartowała po raz pierwszy Socjalistyczna Partia Ludowa.
| Partia                       | % głosów | liczba mandatów |
| ---------------------------- | -------- | --------------- |
| Socialdemokraterne           | 42,1%    | 76              |
| Venstre                      | 21,1%    | 38              |
| Konserwatywna Partia Ludowa  | 18,7%    | 32              |
| Socjalistyczna Partia Ludowa | 17,9%    | 11              |
| Det Radikale Venstre         | 5,8%     | 11              |
| Partia Niepodległości        | 3,3%     | 6               |
| Centroliberałowie            | 3,3%     | -               |
| Partia Sprawiedliwości       | 2,2%     | -               |
| Partia Komunistyczna         | 1,1%     |                 |
| Partia Schelswigu            | 0,7%     | -               |
| suma                         | 100%     | 179             |